# Lars Kramer Mikkelsen
Lars Kramer Mikkelsen (26. januar 1956) er en dansk politiker og informationschef. Han er bror til Jens Kramer Mikkelsen.
Socialdemokratiet – Folketingsmedlem for Østre Storkreds København fra 11. marts 1998 – 8. feb. 2005.
Født 26. januar 1956 i København, søn af laborant Ove Kramer Mikkelsen og skrædder Tove Mikkelsen, f. Bendixen.
Realeksamen Strandvejsskolen 1973. Hf Østre Borgerdyd Gymnasium 1975. Læreruddannet Statsseminariet på Emdrupborg 1976-80.
Lærer på Kirkebjerg Skole i Vanløse 1980-94. Informationschef på Træningsskolens Arbejdsmarkedsuddannelser (TAMU).
Bestyrelsesmedlem i Askovgården 1996-98 og i Socialt Boligbyggeris Børne- og Ungdomsklubber 1996-2001. Bestyrelsesmedlem i boligselskabet VIBO 1993-98. Bestyrelsesmedlem i Byfornyelsesselskabet Danmark 1993-98. Medlem af bestyrelsen for AKB, (Arbejdernes Kooperative Byggeforening) fra 1998. Formand for Byfornyelsesselskabet København 1993-98. Medlem af Københavns Borgerrepræsentation fra 1989 til 1. april 1998.
Partiets kandidat i Husumkredsen fra marts 1997.